# オフェーリアの健康回復に寄せて

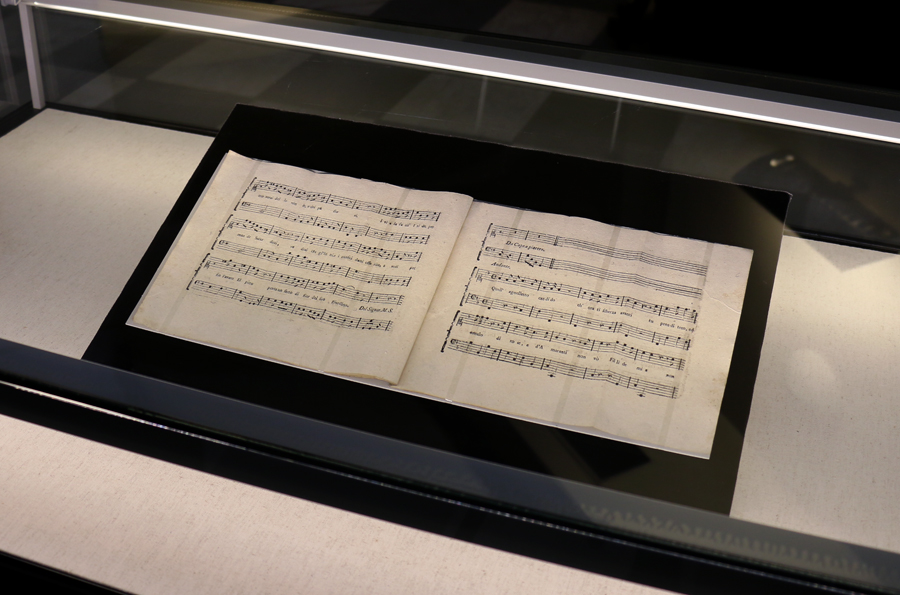
2015年に発見された楽譜（チェコ国立博物館）

『オフェーリアの健康回復に寄せて』（伊: Per la ricuperata salute di Ofelia）は、1785年にヴォルフガング・アマデウス・モーツァルトとアントニオ・サリエリ、コルネッティの3人によって作曲され、ウィーンの宮廷詩人ロレンツォ・ダ・ポンテによって台本が書かれたカンタータである。この作品は、映画『アマデウス』における描写に代表されるような、モーツァルトとサリエリが不仲だったという風説を否定するものとして注目されている。

## 歴史
ウィーンを拠点としていた英国人のソプラノナンシー・ストーラスの健康回復をたたえ、短期間声を失っていた彼女が舞台へ戻ってきたことを歓迎するために作られた、この声とチェンバロのために書かれたカンタータは、サリエリとモーツァルトが友好的かつ協力的な関係を持っていたことの最も重要な証拠となっている。3番目の作曲者であるコルネッティ（Cornetti）の正体はいまだ不明であるが、ウィーンの作曲家・声楽教師のアレッサンドロ・コルネッティ（Alessandro Cornetti）、あるいはサリエリか、ナンシーの兄で、この企画を主催した作曲家のスティーヴン・ストーラスの筆名であると思われる。活発な4分間の作品は、3つの部分からなり、それぞれが異なる作曲家によるものである。
ストーラス夫人はモーツァルトとサリエリの作品の歌唱で知られていた。オフェーリア (Ofelia) とは、サリエリのオペラ『トロフォーニオの洞窟』の1785年6月に予定されていた初演でストーラスが歌うはずの役だったが、彼女の病気のため延期となっていた。秋に作曲されたこのカンタータは、彼女の演技を待ちわびる気持ちを込めて、オフェーリアを引用したのである。ダ・ポンテと作曲家たちはこの作品を1週間で書きあげたと思われる。ストーラスは9月19日にオペラに回復後はじめて登場したが、このカンタータはそのちょうど1週間後、ウィーンの広告や地元の新聞である"Das Wienerblättchen"と"Wiener Zeitung"で告知がなされた。
台本とケッヘル番号 K. 477a が付けられたその音楽は、ともに2015年11月まで失われた作品だと思われていた。ドイツの音楽学者で作曲家のティモ・ヨウコ・ヘルマン (Timo Jouko Herrmann) がプラハのチェコ音楽博物館にあるサリエリの生徒たちによって書かれた楽譜を探している際に発見された。

## 発見
チェコ国立博物館のジェネラル・ディレクターであるミハル・ルケシュ (Michal Lukeš) によると、1950年代に差し押さえとなった資産一群の中で見つかった際には、モーツァルトとサリエリの名前は「当時一般的だった署名の慣例」によって書かれ、台本と楽譜には宮廷詩人の筆名と作曲家たちのイニシャルしか記載されていなかった。BBCによると、「この作曲家たちは暗号で名乗っており、その暗号は近年まで解読されることはなかった」
ザルツブルク・モーツァルテウム大学の研究主任であるウルリヒ・ライジンガーは以下のように述べた。
「我々は映画『アマデウス』の描写をよく知っている。あれは嘘だ。サリエリはモーツァルトに毒を盛っていない。しかし2人はともにウィーンにおいて活動し競争相手であった。[中略]これはモーツァルトの短い、偉大とはいえない作品ではあるが、少なくともウィーンにおけるオペラ作曲者としての彼の日常生活に新しい光を当てるものである」
発見に関し、ティモ・ヨウコ・ヘルマンは以下のように述べた。
「サリエリによる最初の部分はパストラルの形式で書かれている。2つ目の部分はモーツァルトによるものである。これはより行進曲のようなリズムを含んでいる――さわりの部分は1782年のオペラ『後宮からの誘拐』を思わせる。そして3番目の部分はコルネッティによるものである。これもまたよりパストラル的な形式で書かれており、サリエリが書いたものに近い」
さらに、ヘルマンはこの作品が「2人の作曲家の間に生まれたとても友好的な成果を表している」とも述べた。

## 世界初演
この作品が前述の発見以前に人前で演奏されたかは不明である。2016年2月に、チェンバロ演奏家のルカシュ・ヴェンドル (Lukáš Vendl) がこの新発見の作品を数十人の観客の前で、昔は聖マグダラのマリア教会というバロック教会で、いまはチェコ音楽博物館となった建物において演奏した。

## 詩
詩は30のスタンザからなるが、以下に音楽がつけられた最初の6つのスタンザを引用する。最初の2スタンザがサリエリ、3・4スタンザがモーツァルト、5・6スタンザがコルネッティによって曲が付けられたものである。アスタリスク付きでつけられた注釈はダ・ポンテ本人による。
Canzone a Fille

Lascia la greggia, o Fillide,

La greggia a te sì cara;

Lascia le fonti, e i pascoli, 

E vieni meco a l’ara,

Ivi adunati i cori

Troverai de le Ninfe, e dei Pastori.

Ivi a la facil’ Iside *)

Per man de’ Sacerdoti,

Vedrai tra gl’Inni e i cantici

Doni offerire, e voti,

Perfin l’avaro Elpino

Porta un serto di fior del suo giardino.

 *) Inventrice della Medicina

Quell’agnelletto candido

Ch’ora ti scherza avanti

Tu prendi teco, ed ornalo

Di rose, e di amaranti,

Non vuò, Fillide mia, 

Che fra tanti il tuo don l’ultimo sia.

Oggi la vaga Ofelia,

Onor di queste selve,

Quella cui vide Arcadia 

Empier d’amor le belve,

Oggi fia che ritenti 

Nel bel Tempio di Pan gli usati accenti.

Già quattro Lune volsero

Dopo l’infausta Notte *),

Che sorte a noi contraria

Da le tenarie grotte

Trasse quel tosco atroce, 

Che il varco chiude a la più dolce voce.

Era il gentil spettacolo

Incominciato appena,

Quando tra i plausi, e il giubilo

La musica Sirena

Vezzosa altrui s’offerse, 

E la nettarea bocca al canto aperse.

 *) Accennasi l’infausta sera in cui è mancata la voce a la gentil Cantatrice

## 音楽

### サリエリ作曲
お使いのブラウザーでは、音声再生がサポートされていません。音声ファイルをダウンロードをお試しください。

### モーツァルト作曲
お使いのブラウザーでは、音声再生がサポートされていません。音声ファイルをダウンロードをお試しください。

### コルネッティ作曲
お使いのブラウザーでは、音声再生がサポートされていません。音声ファイルをダウンロードをお試しください。